# Kiyomitsu Kobari
Kiyomitsu Kobari (小針 清允, Kobari Kiyomitsu, Tokio, 12 juni 1977) is een Japans voormalig voetballer die als doelman speelde.

## Clubcarrière
Kobari begon zijn carrière in 1996 bij Verdy Kawasaki. Kobari speelde tussen 1996 en 2014 voor Verdy Kawasaki, Vissel Kobe, Vegalta Sendai, Tochigi SC en Gainare Tottori. Kobari beëindigde zijn spelersloopbaan in 2014.

## Interlandcarrière
Kobari speelde met het nationale elftal voor spelers onder de 20 jaar op het WK –20 van 1997 in Maleisië.